# ابوطالبوو
ابوطالبوو (انگلیسی: Abutalipovo) یک شهرک در شهرستان کاراایدلسکی استان باشقیرستان کشور روسیه است.